# Lasioglossum epichlorum
Lasioglossum epichlorum là một loài Hymenoptera trong họ Halictidae. Loài này được Cockerell mô tả khoa học năm 1937.